# Marcus Johansson (fotbollsspelare)
Marcus Tobias Johansson, född 1 februari 1994 i Norrköping, är en svensk fotbollsspelare som spelar för Lindö FF. 

## Karriär
Marcus Johanssons moderklubb är Hagahöjdens BK. Han gjorde sig även ett namn i Hagahöjdens BK där han i pojk- och juniorlagen gjorde över 500 mål när han var mellan 11 och 13 år gammal. Han A-lagsdebuterade för Hagahöjden som 13-åring och efter tre säsonger hade han gjort över 50 mål i div. 4 för klubben. Som 14-åring provtränade han med Liverpool.
Johansson blev känd när han 2010 skrev ett A-lagskontrakt med IFK Norrköping, blott 15 år gammal och blev i och med det klubbens yngsta nyförvärv genom tiderna. A-lagsdebuten för IFK Norrköping kom 2010 i Superettan och året därpå gjorde han Allsvensk debut. Det blev dock bara en match under 2011 och under första halvåret av 2012 var han utlånad till Norrköpingslaget Assyriska IF.
Inför säsongen 2015 återvände Johansson till moderklubben Hagahöjdens BK. Han gjorde 12 mål på 19 matcher i Division 4 Östra 2015.
Inför säsongen 2016 värvades han av Assyriska IF. I oktober 2017 förlängde han sitt kontrakt med två år. Inför säsongen 2020 gick Johansson till Smedby AIS. I december 2020 värvades han av Lindö FF.